# نانا (زعيم قبيلة)
نانا (بالإنجليزية: Nana)‏ هو زعيم قبيلة أمريكي، ولد في 1800 في نيومكسيكو في الولايات المتحدة، وتوفي في 19 مايو 1896 في فورت سيل ‏ في الولايات المتحدة.

## وصلات خارجية
- نانا على موقع الموسوعة البريطانية (الإنجليزية)